# Perseverance
A Perseverance (magyarul: kitartás, becenevén Percy) marsautó, amelyet a  NASA Jet Propulsion Laboratory-ja fejlesztett ki a Mars felszínének tanulmányozására. A küldetés elsődleges, legfontosabb célja az élet nyomainak vizsgálata a Marson.
2018 novemberében a Jezero-krátert választották leszállási helyéül. A kiválasztás fontos szempontja volt, hogy itt feltehetően üledékes kőzetek találhatók, amelyek vizsgálatával kimutatható, hogy valamikor volt-e élet a Marson. 2020. július 30-án indították egy Atlas V hordozórakétával. Az űrszonda leszállását a Marsra 2021. február 18-ra tervezték, ami sikeresen megvalósult.

## Műszaki adatok
A Perseverance rover tervezésébe besegített a Curiosity mérnök csapata, mivel a hasonló funkciók miatt a két rover eléggé hasonlít egymásra. A Perseverance kerekeit robusztusabbra tervezték, a Curiosity tapasztalatai alapján, aminek kerekei sérüléseket szenvedtek. A kerekek vastagabbak és átmérőjük nagyobb (52,5 cm - ami a Curiosity esetében 50 cm volt), szélességük kisebb, anyaguk dur-alumínium. A kerekeken „stopli” van a jobb tapadás érdekében. Küllői részben titánból vannak. A nagyobb műszerezettség miatt a Perseverance tömege 17%-kal nagyobb, mint elődje, a Curiosity tömege volt (899 kg helyett 1050 kg).
A rover rendelkezik egy 2,1 méter hosszú, öt ponton hajló robotkarral. Ez egy toronyhoz van erősítve, és a marsi talajról származó geológiai minták begyűjtésére szolgál.
A rover számára egy 45 kg tömegű RTG generátor biztosítja a villamos teljesítményt, ami 4,8 kg plutónium-oxidot visz magával, amely a tervek szerint 110 watt elektromos teljesítményt tud leadni (ez egy év alatt pár százalékkal csökken).
 Két lítiumion-akkumulátor is tartozik a berendezéshez, amelyeket a generátor tölt, ezek az egyszerre jelentkező csúcs-energiaigények kielégítésére szolgálnak.  Az RTG tervezett működési élettartama 14 év. Azért esett RTG-re a választás, mert a napelemek kevésbé kiszámíthatóan működnek: éjszaka nem termelnek áramot, működésüket visszaveti egy-egy homokvihar (ami a Marson esetleg hónapokig is eltart), továbbá télen kevesebb energiát adnak le.
A rover BAE RAD750 sugárzástűrő egykártyás számítógépet visz a fedélzetén. Ez 128 megabájt DRAM-ot tartalmaz, a processzor sebessége 133 MHz. A repülést irányító szoftver 4 gigabájt nem-felejtő NAND memóriát használ, ez egy külön áramköri lapon helyezkedik el.
A Mars 2020 küldetés része egy Ingenuitynek nevezett „Mars helikopter” kísérlet. A helikopter lényegében egy drón, amelyet saját napelem lát el árammal. Össztömege mindössze 1,8 kg. Feladata a stabil repülés megvalósíthatóságának vizsgálata. Tudományos műszereket nem visz magával, mindössze kamerákat, amikkel jó esetben fel tudja deríteni a rover tervezett haladási útvonalát. Működését 30 marsi napra tervezték.

## Küldetés
A leszállás folyamata teljesen automatikusan zajlott le.
A szonda nagyjából 100 km magasságban lépett be a Mars ritka légkörébe. Ekkor nagyjából  20 000 km/h sebességgel haladt. A szondának 1 m/s sebességre kellett lelassulnia, amikor eléri a felszínt, hogy ne sérüljön meg. A lassítás nagy részét a hőpajzs végezte, amely eközben akár 1000 °C-ra is felhevülhetett. Amikor ereszkedés és fékezés közben a sebesség 1200 km/h-ra csökkent, kinyílt a szuperszonikus ejtőernyő. Ez a 21,5 m átmérőjű ejtőernyő mindössze egy percig működött. 2 km magasságban, 100 m/s sebesség mellett a Perseverance rover és az „égi daru” levált a szonda többi részéről. A darun nyolc hajtómű működött, amelyek a pozicionálást végezték. Erről műanyag köteleken lógatták le a később majd a felszínen önállóan mozgó rovert. Amikor a rover elérte a talajt, a daru leválasztódott, és arrébb repült, majd a földbe csapódott. A leszállás idején a Mars-Föld aktuális távolsága miatt a kommunikáció 11,7 percet vett igénybe egy irányba, azaz a jelek ennyi idő alatt értek le a Földre.

### AzIngenuity„Mars helikopter” repülései
Az első felszállás:
A napelemek energiájával működő helikopter első ízben 2021. április 19-én 8:34-kor (UTC) - (12:33 helyi marsi idő szerint) - emelkedett a levegőbe, amikorra az Ingenuity csapata optimális energia- és repülési feltételeket határozott meg. A magasságmérő adatai szerint az Ingenuity felemelkedett az előírt maximális 3 méteres magasságra, és 30 másodpercig stabilan lebegett. Ezután leereszkedett, és összesen 39,1 másodpercnyi repülés után ismét földet ért a Mars felszínén.
A második felszállás:
Az Ingenuity 2021. április 22-én 10:33-kor UTC, azaz helyi marsi idő szerint 12:33-kor szállt fel újra. Míg az első repülés 3 méteres magasságot ért el a felszín fölött, az Ingenuity ezúttal 5 méteres magasságba emelkedett. Miután a helikopter rövid ideig lebegett, a repülésvezérlő rendszere egy enyhe (5 fokos) billenést hajtott végre, így az ellenkező irányban forgó rotorok tolóerejének egy része 2 méterig oldalirányba mozgatta a szerkezetet.
A helikopter megállt, egy helyben lebegett egy darabig, majd körbefordult, hogy a kamerát különböző irányokba irányítsa - nyilatkozta Håvard Grip, az Ingenuity vezető pilótája a JPL-nél. Aztán visszament a reptér közepére, hogy leszálljon.
A Perseverance rover 64,3 méterről készített képeket a repülési kísérletről, ami 51,9 másodpercig tartott

## Jezero-kráter, a leszállási helyszín
A Jezero-kráter tökéletes hely az ősi mikrobiális élet jeleinek felkutatására. Több milliárd évvel ezelőtt a most csontszáraz, 45 km széles medence egy aktívan működő folyó deltájának és vízzel teli tavának adott otthont. Az a kőzet és regolit (tört kőzet és por), amelyet a Perseverance mintatároló rendszere gyűjt össze a Jezerónál, segíthet megválaszolni az alapvető kérdéseket a Földön kívüli élet létezésével kapcsolatban.
A NASA-nál tervezési szakaszban lévő két jövőbeni küldetésnek - az ESA-val (Európai Űrügynökség) együttműködve - az lesz a feladata, hogy visszahozza a mintákat a Földre, ahol a tudósok alapos elemzésnek vetik alá őket, olyan felszereléssel, ami túl nagy volna egy űrszonda számára.